# Tricentrus matsumurai
Tricentrus matsumurai är en insektsart som beskrevs av Kato 1930. Tricentrus matsumurai ingår i släktet Tricentrus och familjen hornstritar. Inga underarter finns listade i Catalogue of Life.